# XVII. Ljetne paraolimpijske igre – Pariz 2024.
XVII. Paraolimpijske igre – Pariz 2024. (fr. Jeux paralympiques d'été de 2024), bile su sedamnaeste Ljetne paraolimpijske igre Međunarodnoga paraolimpijskog odbora. Održane se u Parizu, od 28. kolovoza do 8. rujna 2024., prvi put u povijesti tog grada, a Francuska je domaćin Paraolimpijskih igara bila drugi put jer su Tignes i Albertville zajedno bili domaćini Zimskih paraolimpijskih igara 1992.

## Postupak nadmetanja
Kao dio službenog sporazuma između Međunarodnoga paraolimpijskog odbora i Međunarodnog olimpijskog odbora koji je prvi put potpisan 2001., pobjednik u kandidaturi za Ljetne olimpijske igre 2024. također mora biti domaćin Ljetnih paraolimpijskih igara 2024.
Zbog zabrinutosti oko odustajanja gradova u procesu kandidature za Ljetne olimpijske igre 2024., proces dodjele Igara 2024. i 2028. protekao je tako da je istodobno Pariz dobio domaćinstvo Ljetnih olimpijskih igara 2024., a Los Angeles domaćinstvo Ljetnih olimpijskih igara 2028. godine istoga dana na izvanrednoj sjednici MOO-a u Lausannei 11. srpnja 2017. Obje su odluke ratificirane na 131. zasjedanju MOO-a 13. rujna 2017.
U veljači 2018. objavljeno je da su MOO i organizacijski odbor raspravljali o pomicanju Olimpijskih i Paraolimpijskih igara za jedan tjedan unaprijed u odnosu na njihov izvorni raspored, tako da Paraolimpijske igre padnu unutar razdoblja školskih praznika.